# Harry Potter (série de televisão)
Harry Potter é uma nova série de televisão de fantasia em desenvolvimento para a HBO. Ela é baseada na série de livros homônima de J. K. Rowling. A produção é de responsabilidade da HBO Entertainment, Warner Bros. Television, Brontë Film & TV e Heyday Films. O elenco principal conta com Dominic McLaughlin no papel de Harry Potter, Alastair Stout como Ron Weasley e Arabella Stanton interpretando Hermione Granger. Além disso, John Lithgow, Janet McTeer, Paapa Essiedu e Nick Frost também têm papéis como coadjuvantes.
O desenvolvimento de uma série de Harry Potter foi revelado em janeiro de 2021, com a intenção de criar uma adaptação fiel dos livros, que se estenderia por uma década. Sob a direção criativa da showrunner Francesca Gardiner e do diretor Mark Mylod, os testes de elenco para os papéis principais começaram em novembro de 2024, e a confirmação oficial ocorreu em abril de 2025. Em setembro de 2024, foi feito um chamamento para os papéis principais de Harry, Ron e Hermione. Após considerar um processo com 32.000 atores, foi anunciado em maio de 2025 que McLaughlin, Stout e Stanton haviam sido escolhidos para os papéis.
As filmagens principais começaram em julho de 2025 nos Leavesden Studios. Harry Potter está programado para estrear no HBO nos Estados Unidos no início de 2027, com uma primeira temporada composta por oito episódios.

## Elenco e personagens

### Principal
- Dominic McLaughlin como Harry Potter, um órfão de 11 anos. Ao ser aceito na Escola de Magia e Bruxaria de Hogwarts, ele descobre sua própria fama como bruxo, tendo sobrevivido ao assassinato de seus pais pelas mãos do bruxo das trevas Lord Voldemort ainda quando era um bebê.[1]
- Alastair Stout como Ron Weasley, o melhor amigo de Harry em Hogwarts e um membro mais jovem da família bruxa Weasley.[1]
- Arabella Stanton como Hermione Granger, a outra melhor amiga de Harry e o cérebro do trio.[1]
- John Lithgow como Albus Dumbledore, o diretor de Hogwarts.[3]
- Janet McTeer como Minerva McGonagall, a professora de Transfiguração em Hogwarts e a Diretora da Casa Grifinória.[3]
- Paapa Essiedu como Severus Snape, o professor de Poções em Hogwarts e o chefe da Casa Sonserina.[3]
- Nick Frost como Rubeus Hagrid, o guarda-caça e jardineiro de Hogwarts.[3]

### Recorrente
- Luke Thallon como Quirinus Quirrell, o professor de Defesa Contra as Artes das Trevas em Hogwarts.[7]
- Paul Whitehouse como Argus Filch, o zelador de Hogwarts. Whitehouse anteriormente interpretou Sir Cadogan em Harry Potter e o Prisioneiro de Azkaban, embora suas cenas tenham sido cortadas da versão final do filme.[8]
- Bertie Carvel como Cornelius Fudge, o Ministro da Magia.[9]
- Lox Pratt como Draco Malfoy, um estudante da Sonserina em Hogwarts que logo se torna um adversário de Harry.[1]
- Johnny Flynn como Lucius Malfoy, pai de Draco.[1]
- Bel Powley como Petúnia Dursley, tia de Harry com quem ele vai morar após a morte de seus pais.[1]
- Daniel Rigby como Vernon Dursley, tio de Harry com quem ele vai morar após a morte de seus pais.[1]
- Katherine Parkinson como Molly Weasley, mãe de Ron.[1]
- Leo Earley como Seamus Finnigan, um colega da Grifinória em Hogwarts.[1]
- Alessia Leoni como Parvati Patil, uma colega da Grifinória em Hogwarts.[1]
- Sienna Moosah como Lavender Brown, uma colega da Grifinória em Hogwarts.[1]
- Rory Wilmot como Neville Longbottom, um colega da Grifinória em Hogwarts.[3]
- Amos Kitson como Dudley Dursley, primo de Harry.[3]
- Louise Brealey como Madame Hooch, a instrutora de voo de vassouras em Hogwarts.[3]
- Anton Lesser como Garrick Olivaras, fabricante de varinhas e dono de Olivaras no Beco Diagonal.[3]
- Mickey McAnulty como Piers Polkiss, amigo de Dudley.[3]

## Produção
Harry Potter é uma coprodução da HBO, Warner Bros. Television, Brontë Film and TV e Heyday Films. A showrunner Francesca Gardiner e o diretor Mark Mylod atuam como produtores executivos ao lado de J.K. Rowling, Neil Blair, Ruth Kenley-Letts e David Heyman.

### Histórico
Harry Potter é uma série de sete romances de fantasia lançados por Rowling entre 1997 e 2007.   Entre 2001 e 2011, estes foram adaptados para oito filmes homônimos, dividindo Harry Potter e as Relíquias da Morte em dois filmes. Tanto os livros quanto os filmes tiveram um impacto notável na cultura popular;  os livros foram traduzidos para mais de oitenta idiomas,  e a série de filmes é a quarta franquia de filmes de maior bilheteria de todos os tempos, com os oito filmes lançados arrecadando mais de US$ 7,7 bilhões. bilhões em todo o mundo.
Harry Potter é uma série de sete romances de fantasia lançados por J.K. Rowling entre 1997 e 2007. Entre 2001 e 2011, os livros foram adaptados para oito filmes homônimos, com Harry Potter e as Relíquias da Morte sendo dividido em duas partes. Tanto os livros quanto os filmes tiveram um impacto significativo na cultura popular. Os livros foram traduzidos para mais de oitenta idiomas, e a franquia cinematográfica é a quarta mais lucrativa da história, com os oito filmes arrecadando mais de 7,7 bilhões de dólares mundialmente.

### Desenvolvimento
Em janeiro de 2021, o The Hollywood Reporter revelou que uma série de Harry Potter estava em desenvolvimento inicial e que os executivos da HBO Max estavam procurando por escritores em potencial. No entanto, a HBO Max e a Warner Bros. negaram o relatório, dizendo que não havia nenhuma série de Harry Potter em desenvolvimento no estúdio ou na plataforma de streaming. Em maio de 2022, circularam relatórios sobre o encontro anunciado entre o CEO da Warner Bros. Discovery, David Zaslav, e Rowling em sua discussão para futuros projetos da HBO Max ambientados na franquia Wizarding World.
Em dezembro de 2022, foi relatado que o CEO da Warner Bros. Television, Channing Dungey, compartilhou planos para expandir a franquia Wizarding World.  Em abril de 2023, em uma reunião de investidores da Warner Bros., foi anunciado que a série estava em desenvolvimento. O CEO da Warner Bros. Discovery, Zaslav, revelou planos para a série durante uma apresentação para o novo serviço de streaming Max, o sucessor do HBO Max. A série seria desenvolvida ao longo de uma década, e cada temporada seria fiel à série de livros. Uma busca por um showrunner estava em andamento, enquanto David Heyman estava em negociações para ser produtor executivo após atuar como produtor da série de filmes Harry Potter. Espera-se que a primeira temporada cubra a totalidade do primeiro livro, Harry Potter e a Pedra Filosofal (1997).   Após a confirmação de J.K. Rowling como produtora executiva da série, surgiram reações negativas devido à controvérsia envolvendo suas opiniões sobre questões transgênero. No entanto, o presidente e CEO da HBO e HBO Max, Casey Bloys, afirmou que ela não seria demitida. Neil Blair e Ruth Kenley-Letts foram definidos como produtores executivos da série em abril de 2023.
Em fevereiro de 2024, foi revelado que havia uma lista com três candidatos para assumir a liderança criativa da série, incluindo Francesca Gardiner, escritora de Succession. Em junho, Gardiner foi contratada como showrunner e escritora, e Mark Mylod foi contratado para dirigir vários episódios da série. Além disso, tanto eles quanto Heyman foram anunciados como produtores executivos. Como parte de uma mudança na estratégia de conteúdo, o lançamento da série foi transferido do streaming Max para exibição na rede HBO em junho de 2024.

### Roteiro
Andy Greenwald, Bijan Sheibani, Josephine Gardiner, Laura Neal, Martha Hillier, Ripley Parker, Sam Holcroft e Ted Cohen atuam como roteiristas da série, ao lado de Francesca Gardiner.

### Elenco
Sob a direção das recrutadoras de elenco Lucy Bevan e Emily Brockmann, em setembro de 2024, foi lançado um chamamento para encontrar atores mirins para interpretar Harry Potter, Ron Weasley e Hermione Granger. A busca era por crianças de 9 a 11 anos, residentes do Reino Unido e da Irlanda, com data de corte para abril de 2025. A convocatória especificava que os agentes deveriam submeter "performers qualificados, sem discriminação quanto à etnia, sexo, deficiência, raça, orientação sexual e identidade de gênero". Ao todo, 32.000 atores se inscreveram para os papéis.
De novembro a dezembro de 2024, vários atores foram considerados para papéis na série. Entre os nomes cogitados estavam Mark Rylance e Mark Strong para Albus Dumbledore, Paapa Essiedu para Severus Snape, Sharon Horgan e Rachel Weisz para Minerva McGonagall, e Brett Goldstein para Rubeus Hagrid. Em dezembro, esperava-se que a decisão sobre o elenco de Harry, Ron e Hermione fosse tomada "relativamente em breve". Em fevereiro de 2025, John Lithgow entrou em negociações finais para interpretar Dumbledore e anunciou sua escalação logo depois. Em março, Essiedu estava próximo de fechar contrato para interpretar Snape, enquanto Janet McTeer e Nick Frost iniciaram negociações para os papéis de McGonagall e Hagrid. Em abril de 2025, Lithgow, McTeer, Essiedu e Frost foram confirmados no elenco principal da série, com Luke Thallon e Paul Whitehouse se juntando ao elenco em papéis recorrentes como Quirinus Quirrell e Argus Filch.
Em maio de 2025, Dominic McLaughlin, Alastair Stout e Arabella Stanton foram escalados como Potter, Weasley e Granger. No mês seguinte, o elenco adicional anunciado foi Katherine Parkinson como Molly Weasley, Lox Pratt como Draco Malfoy, Johnny Flynn como Lucius Malfoy, Leo Earley como Seamus Finnigan, Alessia Leoni como Parvati Patil, Sienna Moosah como Lavender Brown, Bel Powley como Petúnia Dursley, Daniel Rigby como Vernon Dursley e Bertie Carvel como Cornelius Fudge. Em julho, Rory Wilmot e Amos Kitson foram escalados para os papéis de Neville Longbottom e Dudley Dursley, respectivamente, enquanto Louise Brealey se juntou como Madame Hooch, e Anton Lesser foi escalado como Garrick Olivaras.

### Design
Holly Waddington atua como figurinista, enquanto Mara LePere-Schloop atua como designer de produção.

### Filmagem
As filmagens principais tiveram início em 14 de julho de 2025, nos Warner Bros. Studios Leavesden, em Watford, Hertfordshire, local onde também foram filmados os oito filmes originais de Harry Potter. O cinematógrafo Adriano Goldman foi escalado para a produção. Uma escola temporária foi construída no estúdio para os atores mirins, com capacidade para até 600 alunos. Em maio de 2025, os cenários da série estavam em construção. Ainda nesse mês, a equipe de filmagem passou mais de uma semana na Île-de-Sein, na Bretanha, filmando ao redor do Farol de Tévennec. Em 14 de julho de 2025, foi divulgada a primeira foto da produção, com McLaughlin caracterizado como Harry Potter ao lado de Frost. Em 17 de julho de 2025, foi registrado que as filmagens ocorreram no Zoológico de Londres, com McLaughlin, Powley, Rigby, Kitson e Mickey McAnulty também vestidos como seus personagens.

### Pós-produção
Alexis Wajsbrot atua como supervisor de efeitos visuais.

## Lançamento
A série será lançada na HBO nos Estados Unidos e está prevista para estrear no início de 2027, com a primeira temporada consistindo em oito episódios. Inicialmente, a estreia estava programada para o serviço de streaming HBO Max.